# Sonate K. 19
Pour les articles homonymes, voir K19.
Pour un article plus général, voir Essercizi per gravicembalo.
La sonate K. 19 (F.535/L.383) en fa mineur est une œuvre pour clavier du compositeur italien Domenico Scarlatti. C'est la dix-neuvième sonate du seul recueil publié du vivant de l'auteur, les Essercizi per gravicembalo (1738), qui contient trente numéros.

## Présentation
La sonate K. 19 en fa mineur est notée Allegro.

## Édition et manuscrit
L'œuvre est imprimée dans le recueil des Essercizi per gravicembalo publié sans doute à Londres en 1738. Un manuscrit se trouve à Barcelone, Orfeó Catalá (E-OC) no 28.

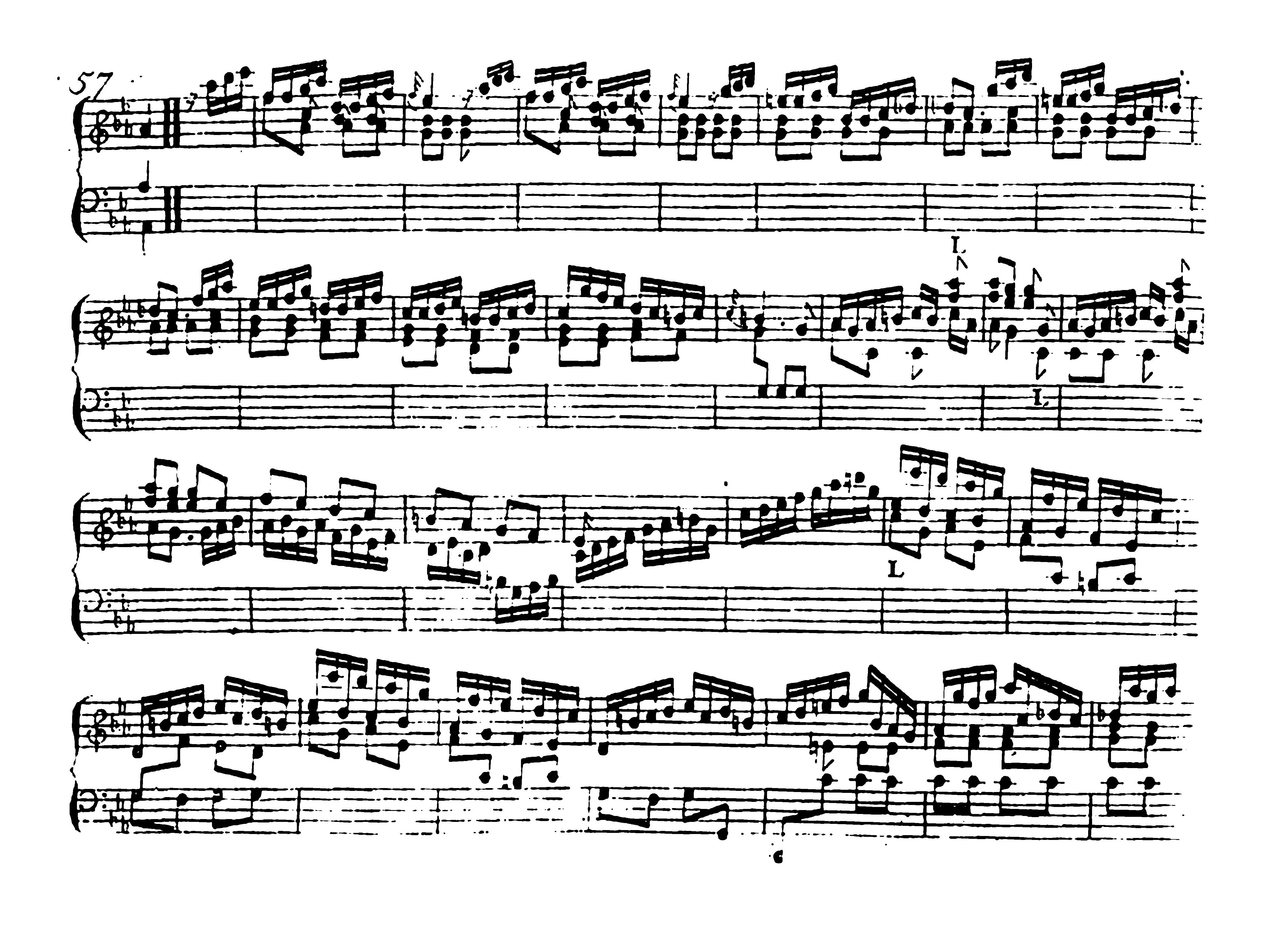
Édition Londres, 1739.
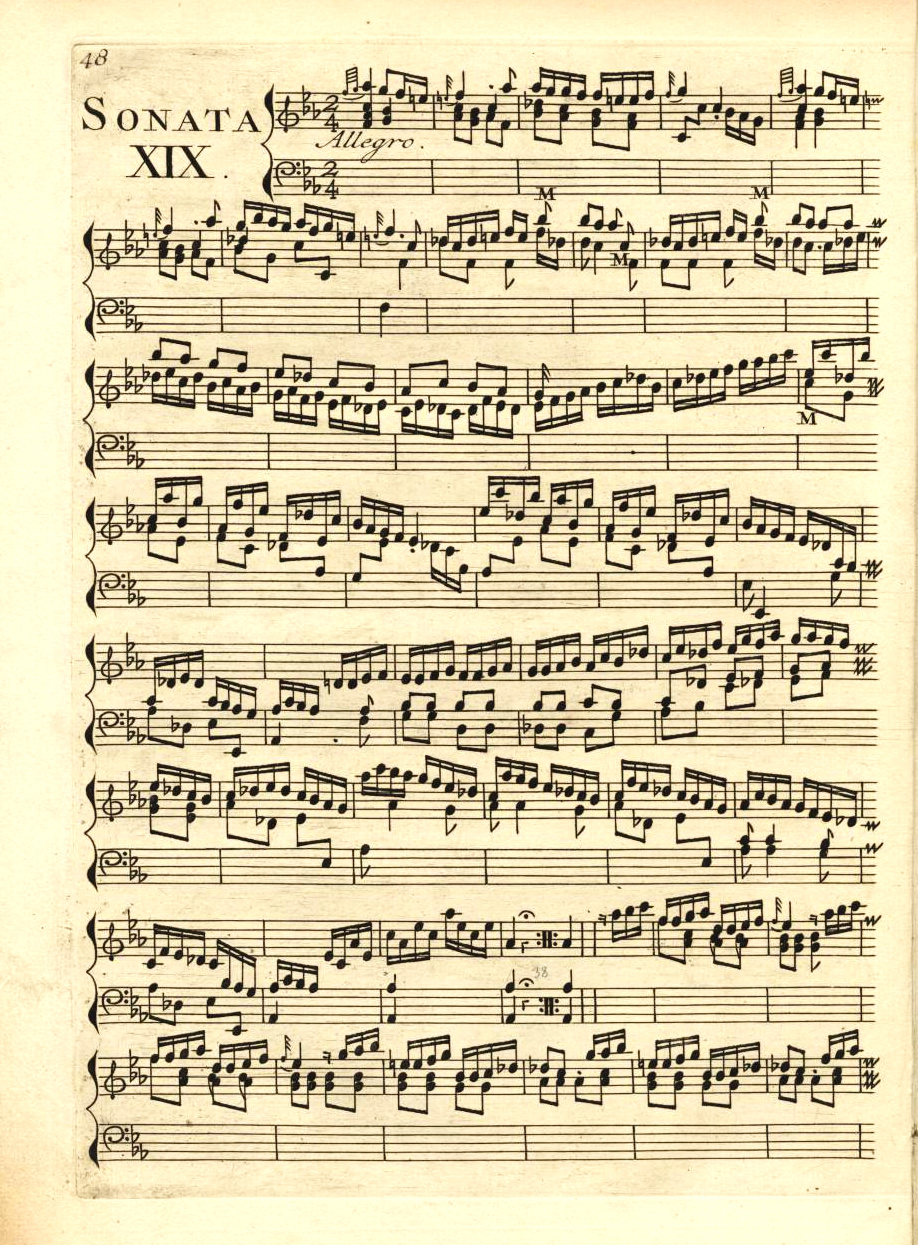
Édition Amsterdam, 1742.
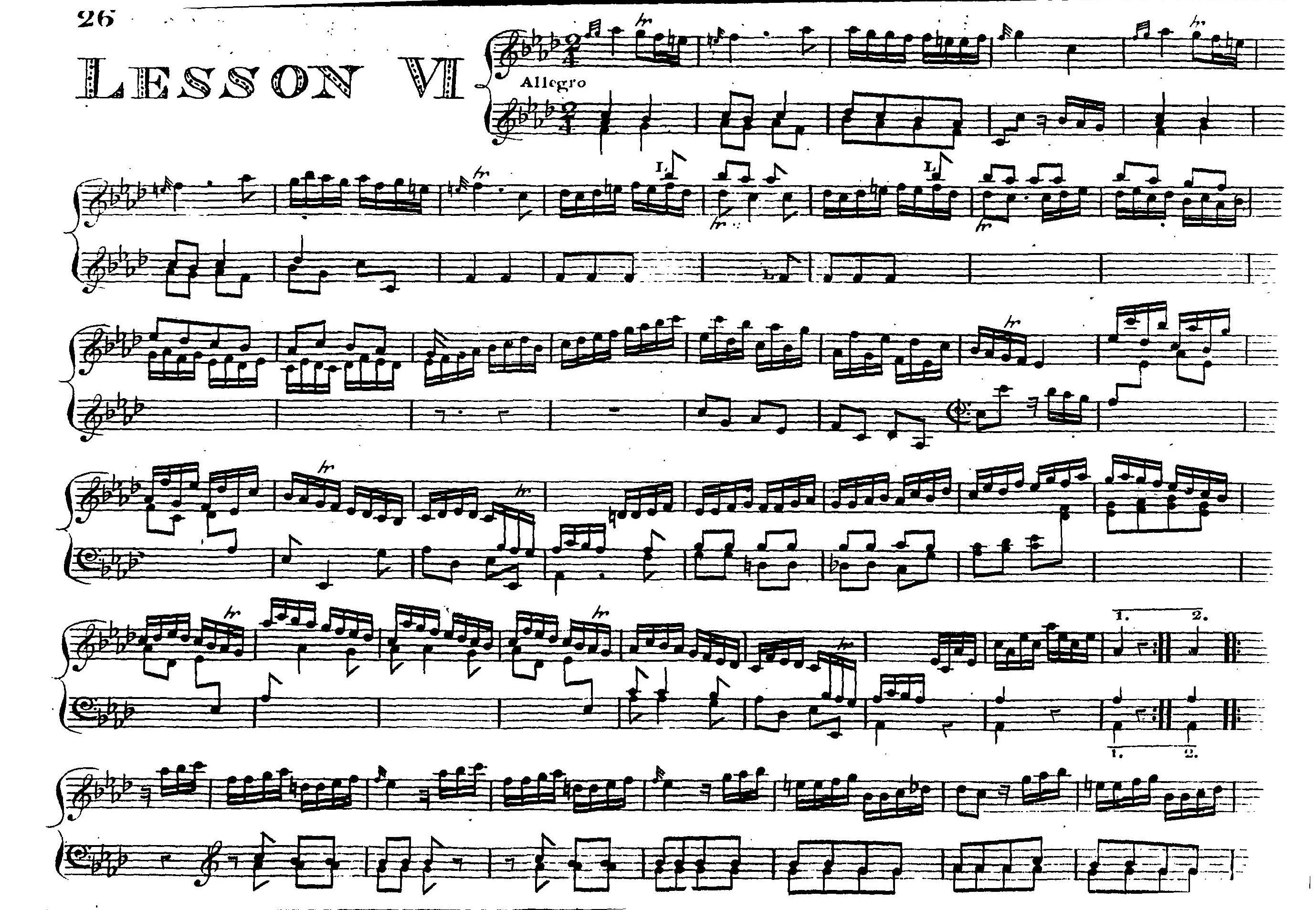
Édition Pitman, Londres 1785.

## Interprètes
La sonate K. 19 est défendue au piano notamment par Dubravka Tomšič Srebotnjak (1987, Grosse Meister), Ievgueni Zarafiants (1999, Naxos, vol. 6), Valerie Tryon (2000, APR), Carlo Grante (2009, Music & Arts, vol. 1), Katia Braunschweiler (2017, Genuin) et Federico Colli (2018, Chandos) ; au clavecin par Zuzana Růžičková (1976, Supraphon), Scott Ross (1976, Still et 1985, Erato), Laura Alvini (Nuova Era), Joseph Payne (1990, BIS), Ottavio Dantone (Stradivarius), Richard Lester (2004, Nimbus, vol. 1), Pieter-Jan Belder (Brilliant Classics), Kenneth Weiss (2007, Satirino), Emilia Fadini (2008, Stradivarius, vol. 11) et Hank Knox (2021, Leaf Music).
Leo Brouwer en a donné une transcription pour guitare qu'il a enregistrée pour le label Erato (1974), parmi une douzaine de sonates et Janne Rättyä (2014, Ondine) joue l'œuvre à l'accordéon.

## Sources
: document utilisé comme source pour la rédaction de cet article.
- Ralph Kirkpatrick (trad. de l'anglais par Dennis Collins), Domenico Scarlatti, Paris, Lattès, coll. « Musique et Musiciens », 1982 (1re éd. 1953 (en)), 493 p. (ISBN 978-2-7096-0118-4, OCLC 954954205, BNF 34689181).
- Alain de Chambure, « Domenico Scarlatti : Intégrale des sonates — Scott Ross », Erato (2564-62092-2), 1985 (OCLC 891183737) .
- (it) Águeda Pedrero-Encabo (trad. de l'espagnol par Francesco Paolo Russo), « Una nuova fonte degli «Essercizi» di Domenico Scarlatti: il manoscritto Orfeó Catalá (E-OC) », Fonti Musicali Italiane, no 17,‎ 2012, p. 151–173 (présentation en ligne).